# Амальяполис
Амалья́полис (греч. Αμαλιάπολις — «город Амалии») — село в Греции. Административно относится к общине Алмирос в периферийной единице Магнисия в периферии Фессалия. Расположено на высоте 20 м над уровнем моря, на берегу бухты Амальяполис (Мицела) залива Пагаситикос Эгейского моря. Население 508 человек по переписи 2011 года.

## История
До 1836 года называлось Неа-Мидзели (Νέα Μιτζέλη), затем переименовано в Амальяполис в честь королевы Греции Амалии. После революции 1862 года, в 1863 году (ΦΕΚ 29Α) село переименовано в Неа-Мизела (Νέα Μιζέλα). В 1899 году (ΦΕΚ 160Α) селу возвращено название Амальяполис.

## Подводный археологический объект
К 2023 году для посещения дайверами станет доступен подводный археологический объект у острова Кокинтос (место кораблекрушения византийского времени).

## Сообщество
Сообщество Амальяполис (Κοινότητα Αμαλιαπόλεως) создано в 1912 году (ΦΕΚ 262Α). В сообщество входит необитаемый остров Кокинтос. Население 508 человек по переписи 2011 года. Площадь 9,605 км².
| Населённый пункт  | Население (2011), человек |
| ----------------- | ------------------------- |
| Амальяполис       | 508                       |
| Кокинтос (остров) | 0                         |

## Население
| Год  | Население, человек |
| ---- | ------------------ |
| 1991 | 446                |
| 2001 | 562                |
| 2011 | ↘ 508              |